# WEG (entreprise)
WEG S.A. est une société multinationale brésilienne opérant dans le monde entier dans les domaines de l'ingénierie électrique, de l'énergie et de l'automatisation, dont le siège est à Jaraguá do Sul, Brésil. L'entreprise produit des moteurs électriques, des générateur, des alternateur, des transformateur, des turbine, des variateurs, revêtements, automatisation industrielle entre autres produits et solutions intégrées liées aux systèmes électriques.
WEG a été fondée en 1961 par Werner Ricardo Voigt, Eggon João da Silva et Geraldo Werninghaus, le nom de l'entreprise est l'acronyme des noms des fondateurs. L'entreprise est présente dans environ 140 pays et compte environ 40 000 employés. C'est l'un des plus grands fabricants de moteurs électriques et d'équipements associés au monde.

## Histoire

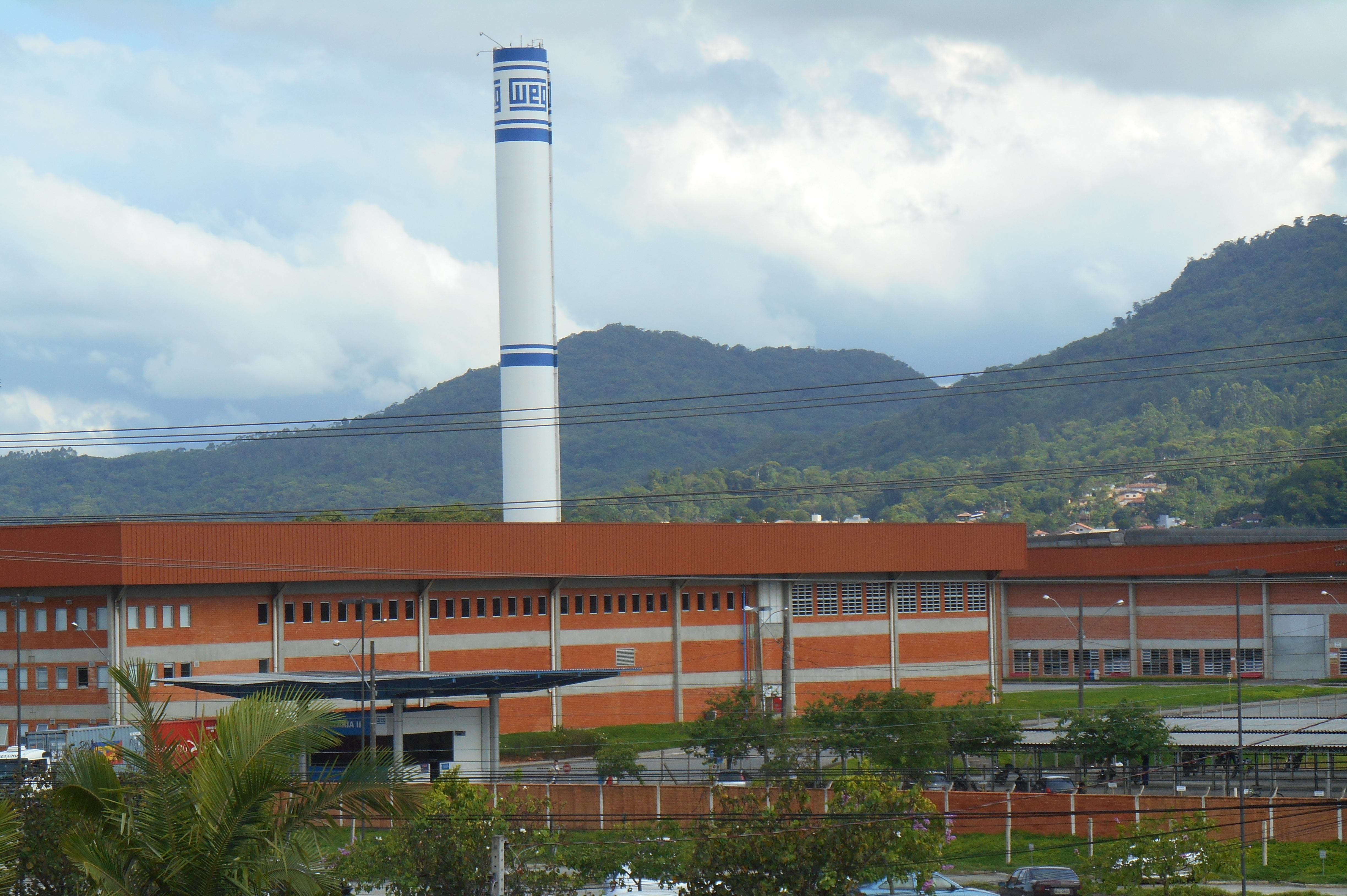
Usine WEG à Jaraguá do Sul, au Brésil

L'entreprise est fondée le 16 septembre 1961 par Werner Ricardo Voigt, Eggon João da Silva et Geraldo Werninghaus sous le nom d'Eletromotores Jaraguá. Quelque temps plus tard, la société commence à utiliser la dénomination sociale WEG SA, dont le nom est la combinaison des initiales des trois fondateurs, Werner Eggon Geraldo.